# Dubová (kraj preszowski)
Dubová (rusiń. Дубова, Dubowa; ukr. Дубова, Dubowa) – wieś (obec) na Słowacji w kraju preszowskim, w powiecie Svidník.
Dubová położona jest w historycznym kraju Szarysz, na szlaku handlowym z Węgier do Polski. Pierwsze wzmianki o wsi pochodzą z roku 1355.